# Cercle de Koulikoro

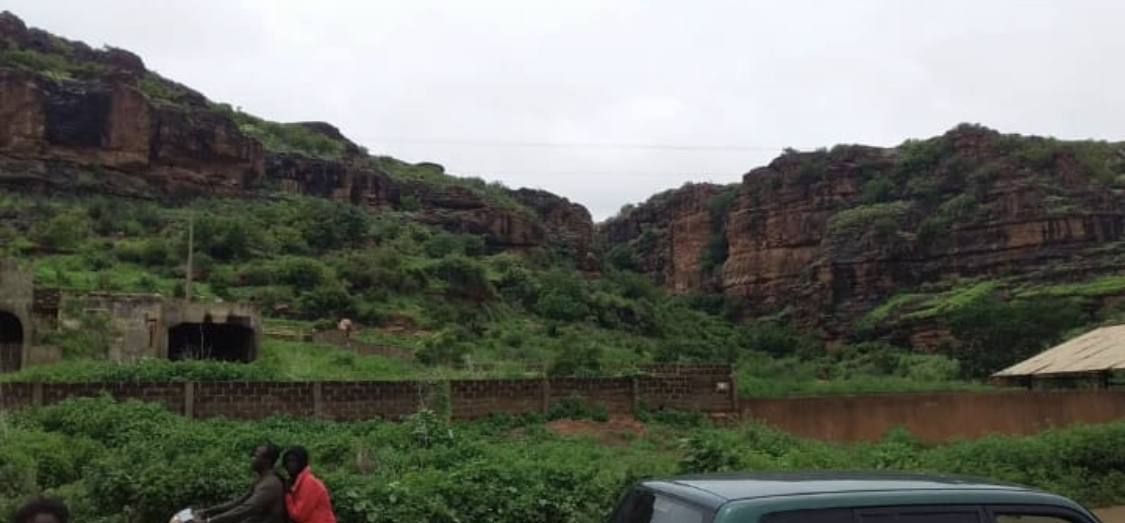
Collines de Koulikoro.

Le cercle de Koulikoro est une circonscription administrative malienne, subdivision de le région de Koulikoro.

## Géographie
Depuis 2023, le cercle compte 7 communes et s'étend sur 3 788 km2.

## Histoire
La subdivision de Koulikoro est érigée en cercle en avril 1957, alors subdivision administrative du Soudan français. En 1961, le cercle fait partie de la région de Bamako, jusqu'à la création de la région de Koulikoro en 1977. En 2023, les deux communes de Nyamina et Tougouni sont distraites du cercle pour former le cercle de Nyamina.

## Subdivisions
Avant 2023, il compte 9 communes : Dinandougou, Doumba, Koula, Koulikoro, Méguétan, Nyamina, Sirakorola, Tienfala et Tougouni.
Depuis 2023, le cercle codé en 0201, compte 5 arrondissements, 7 communes et 184 VFQ : villages, fractions et quartiers.
| Code   | Arrondissement                      |
| ------ | ----------------------------------- |
| 020101 | Arrondissement central de Koulikoro |
| 020102 | Arrondissement de Kénenkoun         |
| 020103 | Arrondissement de Koula             |
| 020104 | Arrondissement de Sirakorola        |
| 020105 | Arrondissement de Tienfala          |

| Code     | Commune     | Chef-lieu  | VFQ | Superficie (km2) |
| -------- | ----------- | ---------- | --- | ---------------- |
| 02010101 | Koulikoro   | Koulikoro  | 11  | 15               |
| 02010102 | Méguétan    | Gouni      | 25  | 1101             |
| 02010201 | Dinandougou | Kénenkoun  | 29  | 584              |
| 02010301 | Koula       | Koula      | 36  | 728              |
| 02010302 | Doumba      | Doumba     | 7   | 121              |
| 02010401 | Sirakorola  | Sirakorola | 55  | 920              |
| 02010501 | Tienfala    | Tienfala   | 21  | 319              |